# Eliot Hodgkin
(Curwen) Eliot Hodgkin (19 Junho 1905 - 31 Maio 1987) foi um pintor britanico, nascido em Purley Lodge, Pangbourne, perto de Reading. Apesar de ter começado a pintar com tinta óleo, grande parte de seus trabalhos foi em tempera, onde se especializou em natureza-morta.[carece de fontes?]

## Inicio de Vida
Eliot Hodgkin nasceu no dia 19 de Junho de 1905. Foi o único filho de Charles Ernest Hodgkin e Alice Jane Brooke. Os Hodgkin eram uma família Quaker e eram parentes de Roger Fry. Eliot, primo do pintor abstrato Howard Hodgkin, foi educado em Harrow School de 1919 a 1923. Sua vida artistica teve início em Londres na escola Byam Shaw School of Art e Royal Academy Schools sob Francis Ernest Jackson.

## Referencias
1. ↑  Tate Collection | Eliot Hodgkin, Retirado em 2010-06-03.
2. 1 2  "Eliot Hodgkin Painter & Collector, p. 7
3. ↑  "Eliot Hodgkin Painter & Collector, p. 9

## Leituras
- Eliot Hodgkin Painter & Collector. [S.l.]: Hazlitt, Gooden & Fox. 1990. ISBN 0951249363

## Ligações Externas
- Tate Collection information
- BBC - Eliot Hodgkin
- National Portrait Gallery - Fotos de Eliot Hodgkin
- Artnet - Eliot Hodgkin
- Stephen Ongpin Fine Art - 20th Century Drawings
- Artbank
- Online Galleries